# Знаки (фільм)
«Зна́ки» (англ. Signs) — американський фантастичний трилер режисера М. Найта Ш'ямалана 2002 року. Прем'єра фільму відбулась 29 липня 2002 року. Касові збори фільму в США склали 228 млн $, в інших країнах — 180 млн $.
Фільм описує випробування, з якими стикається родина колишнього священника Ґрегема Гесса. Поява таємничих знаків на полі виявляється провісником всесвітнього вторгнення інопланетян, якому Ґрегем, його брат і діти мусять разом протистояти. В таких обставинах буденні речі, яких вони досі не помічали, можуть виявитися життєво важливим.

## Сюжет
Події фільму відбуваються в містечку Бакс Каунті (штат Пенсільванія), що за 60 кілометрів від Філадельфії. Тут проживає родина колишнього священника Ґрегема Гесса. Його фермерське господарство нараховує велике поле кукурудзи, домашні прибудови і великий двоповерховий будинок, де, власне, живе Ґрегем, його молодший брат, колишній бейсболіст Меррілл, а також двоє дітей священника — син Морґан та маленька донька Бо. Декілька років тому дружина Ґреґа, Коллін потрапила в аварію і загинула. Її випадково збив на дорозі мешканець їхнього містечка Рей Редді. Після цього випадку Ґрегем Гесс зняв зі себе рясу і не хотів більше бути священиком. Його родина, травмована смертю Коллін, має дивацтва: Меррілл вірить у шкідливе випромінювання, від якого захищає шапочка з фольги, а Бо повсюдно лишає недопиті склянки з водою, бо боїться, що там швидко заведуться мікроби.
Одного разу на кукурудзяному полі з'являються великі круги, появу яких спочатку приписують вандалам. Однак по всьому світу з'являються новини про інші круги на полях, а над багатьма містами Землі зафіксовано НЛО. Вночі Ґрегем і Меррілл помічають незнайомця на полі та женуться за ним. Протягом наступних кількох днів Ґрегем бачить непроханих гостей серед кукурудзи, та чує дивне клацання, що транслюються через стару радіоняню Бо. Ніхто з родини не бачили незнайомців зблизька. Ґрегем дивиться новини, де показують інопланетянина на вулиці одного з міст. Чоловік на свій жах впізнає, що постаті на фермі — це прибульці.
Отримавши телефонний дзвінок від Рея Редді, чоловіка, відповідального за смерть його дружини, Ґрегем їде до нього додому. Редді кається за смерть Коллін і попереджає Ґрегем, що в його коморі замкнений інопланетянин. Вважаючи, що прибульці бояться води, він вирушає на берег озера. Ґрегем заходить до будиноку і користується кухонним ножем як дзеркалом, щоб зазирнути під двері комори. З-під дверей з'являється пазуриста рука і чоловік відрубує їй пальці
Згодом починається всесвітнє вторгнення інопланетян, родина Ґрегема барикадується в своєму будинку. Коли прибульці вриваються всередину, сім'я ховається в підвалі. У Моргана стається напад астми, але він переживає ніч. Зранку по радіо повідомляють, що інопланетяни раптово покинули Землю, наче їх щось налякало.
Прибулець, який раніше потрапив у комору Редді, проникає в будинок і бере Морґана в заручники. Згадуючи передсмертні слова Коллін, Ґрегем каже Мерріллу «відмахнутися» своєю бейсбольною битою. Інопланетянин бризкає на Морґана токсичним газом зі свого зап'ястка. Ґрегем нападає на істоту та вириває з її рук сина. Під час бою на прибульця виливається склянка води, залишена Бо, що помітно послаблює його. Меррілл кидає ще кілька склянок, поки одна не влучає істоті в голову, вбиваючи її. Ґрегем дає Морґану ліки, при цьому розуміючи, що стиснуті легені його сина не дозволили йому вдихнути токсини. Ґрегем вважає порятунок сина проявом волі вищої сили.
За кілька місяців по тому сім'я Гессів повертається до звичайного життя, і Ґрегем повертається до церкви.

## У ролях
- Мел Ґібсон — Ґрегем Гесс
- Гоакін Фенікс — Меррілл Гесс
- Рорі Калкін — Морґан
- Ебіґейл Бреслін — Бо Гесс
- М. Найт Ш'ямалан — Рей Редді (лікар)
- Черрі Джонс — Керолайн (офіцер поліції)
- Патрисія Калембер — Коллін Гесс
- Майкл Шоултер — Лайонел Прічард

## Фільмування
Фільмування стрічки проходило в період з 13 вересня 2001 по 29 листопада 2001 року, переважно в містечках штату Пенсільванія. У процесі фільмування була застосована технологія поливу зернових культур, яка не мала аналогів, що дозволило виростити їх швидше. Мел Ґібсон не здогадувався, що режисер фільму зіграє камео лікаря; він дізнався про це тільки в день фільмування. До того ж, режисер надав деякі любительські кадри з Бразилії зі свого приватного відеоархіву.
Фільмування сцени, в якій Ґрегем в останній раз розмовляє зі своєю дружиною, спочатку були заплановані на 12 вересня 2001 року, але за день до цього відбулась відома трагедія. Таким чином зйомки сцени почали лише після того, як всі учасники знімального процесу поставили свічки в пам'ять про загиблих. Над сценою, в якій персонаж М. Найт Шьямалана повідомляє Гессу про смерть його дружини, працювали через добу після того, як режисер втратив одного зі своїх родичів. Також у одного актора під час зйомок були проблеми зі здоров'ям, що не дозволило йому продовжити зйомки. Такий випадок трапився із Марком Раффало (Mark Ruffalo), який починав грати Меррілла, але був вимушений відмовитись від ролі за станом здоров'я (його змінив Гоакін Фенікс).

## Вихід фільму
Напередодні прем'єри фільму поповзли чутки, що «Disney» з рекламною метою для підвищення загадковості навколо фільму в усіх штатах Америки таємно зробили круги на фермерських полях. Компанія відмовилась прокоментувати ці чутки.

## Особливості фільму
- Малюнки, які у фільмі робить Бо Гесс, насправді намалювала донька режисера Сейлек Ш'ямалан (Salek Shyamalan).
- Круги на полях, які можна бачити у фільмі, справжні і були спеціально виготовлені для фільму, оскільки Найт Ш'ямалан терпіти не може комп'ютерні спецефекти.
- На постерах фільму, на прохання режисера, не стали зображати обличчя Мела Ґібсона і нагадування фільму «Шосте відчуття», який також зняв М. Найт Ш'ямалан.

## Сприйняття
На Rotten Tomatoes фільм отримав 75 % схвальних рецензій від критиків і 67 % від пересічних глядачів.
Роджер Еберт похвалив, що замість яскравих спецефектів Ш'ямалан звертається до повсякденних предметів у створенні напруженої атмосфери. Фільм має винахідливі деталі, як те, що головний герой користується ножем як дзеркалом. Фрагменти новин передають відчуття розгубленості і надають жахливу сцену з появою інопланетянина в антуражі святкування дня народження. Найстрашнішим у фільмі є напад астми Моргана, а не вторгнення прибульців. Власне, інопланетяни тільки посилюють відчуття, що щось у житті родини «не так».
Пітер Бредшоу з газети «The Guardian» написав, що при цікавих нестандартних рішеннях проблем родина в «Знаках» демонструє дуже нелогічний підхід до вторгнення до їхньої домівки інопланетної сили. Ніхто з Гессів не задумується, що звичайна вогнепальна зброя (яка повинна бути в фермерів для захисту території) може використовуватися проти прибульців. Можливо, Ш'ямалан просуває тут ідею, що бути в ролі жертви морально правильніше. Та він зняв фільм «Знаки» без новизни та винахідливості своїх перших двох творів: «Шосте відчуття» й «Невразливий». Вебсайт SYFY вказує, що вода настільки поширена на Землі, що інопланетяни загинули б від неї майже миттєво. Крім того, що конденсується на кожній поверхні, вода просто присутня в повітрі. З цього слідує, що прибульці або якимось чином не знали, що вода для них смертельна, або не були проінформовані про поширеність води на Землі.
Згідно з Нілом Смітом з BBC, потенціал фільму почасти змарновано. Після психологічного трилера на початку, він звертає до на територію наукової фантастики. В ньому «є зяючі сюжетні діри, крізь які можна було б проїхати танком, а тупий гумор часто підриває всепроникну атмосферу страху». Проте Гібсон добре грає свою роль і є декілька справді страшних моментів.
Джозеф Вейд із «The Film Magazine» пояснював, що сенс назви фільму легко загубити. Він полягає не у кругах на полі, залишених прибульцями, а в буденних деталях, через які Бог повідомив Ґрегему все, необхідне для порятунку його родини. Кожен недолік членів родини врешті виявляється «даром Божим», навіть зневіра головного героя. Важливо й те, що саме вторгнення прибульців — це версія, до якої підштовхує колективне уявлення. Їх можна розуміти і як янголів, за допомогою яких Бог лишив на Землі найбільш вірних і добрих людей. Фінальний поворот із вразливістю інопланетян до води можна трактувати також як використання святої води проти демонів. В усякому разі релігійний підтекст «Знаків» глибший за фантастичний.